# 居庸關戰鬥
居庸關戰鬥發生於1920年7月20日－28日，地點則是在中國察哈爾省之居庸關附近。是北洋政府時期內戰之一，交戰兩方為察哈爾都統領王廷楨及俗稱皖軍的護國軍將領段芝貴，最後，察哈爾軍王廷楨獲勝，段芝貴被奪軍權嚴辦，另外，段祺瑞亦隨後請辭國務總理職位。